# 王冶坪
王冶坪（1928年2月12日—），江苏扬州人，是中国共产党第三代领导核心、前中共中央总书记江泽民的夫人，她与江泽民育有二子江绵恒和江绵康。

## 经历
王冶坪父亲曾在上海经营一家中小型工艺美术品制作工场，但后来家道中落。王冶坪毕业于上海外国语学院。
1951年1月6日，王冶坪与江泽民结婚。同年，他们的长子江绵恒出生。1953年，江泽民调入第一机械工业部，担任上海第二设计分局电器专业科长，全家在上海定居。1954年，次子江绵康出生。
1956年，江泽民自苏联莫斯科斯大林汽车厂实习归国，在长春第一汽车制造厂任副总动力师，后来调到上海任一机部上海电器科学研究所副所长；在汪道涵的帮助下，王冶坪随丈夫一起调该所工作，起初任文书，后来任研究室副主任、主任。此后，江泽民工作调动频繁，王冶坪始终留在上海普陀区曹杨新村，供养两个孩子及江泽民之母。
1985年江泽民任中共上海市委副书记和上海市长后，王冶坪带全家才搬到康平路市委宿舍，她平时穿着极为朴素。江泽民家中经常接待家乡亲戚过夜，王冶坪也曾经常向上海市市委管理科借被子。
1986年，江泽民以上海市委副书记兼市长身份接待了英国伊丽莎白二世，王冶坪首次亮相于公众场合。1989年，江泽民当选中共中央总书记，并成为中共第三代中央领导核心。1994年9月，王冶坪首次以“第一夫人”身份，同江泽民访问俄罗斯、乌克兰和法国。
2022年11月30日，江泽民去世，两人近72年的婚姻结束。随后江泽民的遗体移至北京，王冶坪也与两个儿子一起前往北京，在西郊机场会见了以中共中央总书记习近平为首的全部在京党和国家领导人，之后陪同众多中央领导人员参加江泽民遗体告别仪式。12月11日，王冶坪与两个儿子一同随蔡奇等人将江泽民的骨灰送往北京西郊机场，并乘专机前往上海。在到达上海后，遵照江泽民的生前的海葬遗愿，在蔡奇等众多人员的陪同下，王冶坪等人在一航船上亲自将江泽民的骨灰抛洒至上海长江入海口。

## 家庭
王冶坪是王者兰的侄女，而王者兰又是江上青的遗孀，故江泽民被过继给已故的江上青作为嗣子后，王冶坪也就成为了江泽民无血缘关系的表妹。1951年1月6日，王冶坪与江泽民结婚，有2子：
- 长子江绵恒（1951年4月8日－），毕业于美国费城的德雷克塞尔大学研究生院[8]，获得博士学位。曾任中国科学院副院长兼任上海分院院长[9]，也曾担任上海汽车集团有限公司董事，中国网络通信集团有限公司董事，上海机场集团有限公司董事等多项职务，2014年，担任上海科技大学校长[10]。
  - 长孙江志成（1986年1月22日－），毕业于美国哈佛大学经济系[11]，曾供职于美国高盛的直接投资部门，后加入了私募股权基金博裕投资顾问有限公司。
- 次子江绵康（1954年9月3日－），毕业于上海第二工业大学，后去德国进修[5]，2006年在华东师范大学获得博士学位。任上海城市地理中心主任[12]、上海城乡建设和交通发展研究院院长[13]。
  - 孫女江志雲。